# Vắc-xin sốt rét
Vắc-xin sốt rét là vắc-xin được sử dụng để phòng chống bệnh sốt rét. Vắc-xin duy nhất được phê duyệt vào năm 2015 là RTS, S, được biết đến với tên thương mại Mosquirix. Vắc-xin này đòi hỏi bốn mũi tiêm, và có hiệu quả tương đối thấp. Do hiệu quả thấp này, Tổ chức Y tế Thế giới (WHO) không khuyến nghị sử dụng vắc-xin RTS, S thường quy ở trẻ từ 6 đến 12 tuần tuổi.
Một chương trình thực hiện do WHO dẫn đầu đang thí điểm vắc-xin tại ba quốc gia có sốt rét cao ở châu Phi vào năm 2019. Giai đoạn đầu tiên của dự án, được Unitaid, Gavi và Quỹ toàn cầu tài trợ, được lên kế hoạch để thiết lập tính khả thi, tác động và an toàn của RTS, S, khi được sử dụng như một phần của chương trình tiêm chủng thông thường. Nghiên cứu tiếp tục vào protein tái tổ hợp và làm suy yếu vắc-xin toàn bộ sinh vật.

## Vắc xin đã được phê duyệt

### RTS, S
RTS, S (được phát triển bởi PATH Malaria Vaccine Initiative (MVI) và GlaxoSmithKline (GSK) với sự hỗ trợ từ Bill và Melinda Gates Foundation) là vắc-xin tái tổ hợp được phát triển gần đây nhất. Nó bao gồm protein P. falciparum cyclsporozoite (CSP) từ giai đoạn tiền hồng cầu. Kháng nguyên CSP gây ra việc sản xuất các kháng thể có khả năng ngăn chặn sự xâm lấn của tế bào gan và thêm vào đó tạo ra phản ứng của tế bào cho phép phá hủy tế bào gan bị nhiễm bệnh. Vắc-xin CSP trình bày các vấn đề trong các thử nghiệm do khả năng miễn dịch kém. RTS, S đã cố gắng tránh những điều này bằng cách hợp nhất protein với kháng nguyên bề mặt từ viêm gan B, do đó tạo ra một loại vắc-xin mạnh hơn và miễn dịch. Khi được thử nghiệm trong một thử nghiệm nhũ tương dầu trong nước và các tá dược bổ sung monophosphoryl A và QS21 (SBAS2), vắc-xin đã cung cấp miễn dịch bảo vệ cho 7 trên 8 tình nguyện viên khi thử thách với P. falciparum. 